# Рудолф Ерих Распе
Рудолф Ерих Распе (на немски: Rudolf Erich Raspe) е германски писател. Изучава история, класическа филология, археология и геология в Гьотингенския университет (1755 – 1756) и в Лайпцигския университет (1756 – 1759). Дипломира се с изпит по право в Гьотинген през 1760 г. От 1761 г. работи като библиотекар в Кралската библиотека в Хановер. През 1767 г. е поканен за куратор в Museum Fridericianum в Касел и заедно с това за професор по старините в тамошния университет (Collegium Carolinum).
През 1769 г. е избран за член на Британското кралско научно дружество.
През 1773 година гостува в дома на прочутия барон Мюнхаузен и слуша историите му. Две години по-късно е принуден да отиде във Великобритания. В Лондон публикува книгата „Приключенията на барон Мюнхаузен“, която се превръща в най-популярното произведение на немската литература от XVIII век.
През 1774 г. е публикувана студията му за вулканичния произход на планините в Хесен: „Beytrag zur allerältesten und natürlichen Historie von Hesse“. В Англия Распе превежда природонаучни текстове от немски на английски, което затвърждава реномето му на геолог. Особено важна е публикацията през 1776 г. на английски на студията за вулканичния произход на планините в Хесен: „An account of some German volcanos“.
През 1781 г. превежда на английски „Натан“ на Лесинг.

## Зе него
- Carswell, John (1950). The Prospector: being the life and times of Rudolf Erich Raspe (1737 – 1794). London: Cresset Press.
- Dawson, Ruth (1979). Rudolf Erich Raspe, The Geologist Captain Cook Refused. Studies in Eighteenth-Century Culture 8, 269 – 290.
- Linnebach, Andrea, ed. (2005). Der Münchhausen-Autor Rudolf Erich Raspe: Wissenschaft – Kunst – Abenteuer. Kassel: Euregioverlag.
- Tarkka-Robinson, Laura. Rudolf Erich Raspe and the Anglo-Hanoverian Enlightenment.   University of Helsinki, 2017. ISBN 978-951-51-2833-1.
- Wiebel, Bernhard & Gfeller, Ursula (2009). Rudolf Erich Raspe als Geologe – vom „vulkanischen Mordbrenner“ zum Zweifler am Vulkanismus. Philippia 14/1, p. 9 – 56. Kassel: Abhandlungen und Berichte aus dem Naturmuseum im Ottoneum.